# 360省道 (江苏省)
360省道又名宜兴－高淳公路，简称宜高线，是江苏省南端的一条东西向省道，位于无锡市、常州市和南京市境内。东起宜兴市丁蜀镇，向西经溧阳市南部，止于南京市高淳区阳江镇苏皖界，接安徽453省道。

## 历史
2011年调整省道网，新增宜高线规划，起自宜兴市东南部长深高速丁山互通，向西经溧阳市南部，终于南京市高淳区阳江镇苏皖界，接安徽247省道围乌路（2016年后改为453省道），规划总里程117公里。其中溧阳社渚至苏皖界段（239省道以西）利用原239省道（芜太公路）。
2018年溧阳天目湖至社渚段（长山路—239省道）新建通车，2020年戴埠至天目湖段（宜溧界—233国道）分两期新建通车

，溧阳天目湖段（233国道—长山路）利用既有明珠大道。
2019年宜兴洑东至湖㳇段（104国道—东岭公路）、张渚至西渚段（342省道—宜溧界）新建通车，2021年宜兴茗岭段（善龙路—342省道）改扩建通车。宜兴湖㳇至省庄段利用既有金沙路、张灵慕公路、丁张公路。
2022年，根据新一轮国家公路网规划，360省道将与230省道（环太湖公路）、安徽453省道、安徽104省道（芜湖—乌溪段）合并升级为635国道。